# 25835 Tomzega
25835 Tomzega è un asteroide della fascia principale. Scoperto nel 2000, presenta un'orbita caratterizzata da un semiasse maggiore pari a 3,1886911 UA e da un'eccentricità di 0,0836611, inclinata di 15,29794° rispetto all'eclittica.